# Marcos Ortiz
Marcos Armando Ortiz Lovera (Rímac, Provincia de Lima; 27 de marzo de 1993) es un futbolista peruano que se desempeña como defensa en Unión Huaral de la Liga 3 de Perú.

## Trayectoria
Antes de llegar a Sporting Cristal, procedente del Esther Grande de Bentín, cuando Marcos tenía 17 tuvo la oportunidad de pasar 6 meses en el Club Twente de Holanda, sin embargo no pudo quedarse por inmadurez futbolística.
Marcos Ortiz hizo las divisiones inferiores en el Sporting Cristal, equipo con el que debutó profesionalmente a los 19 años. Fue en la primera fecha del Campeonato Descentralizado 2012, en el Estadio Alberto Gallardo, con triunfo celeste por 2-1 ante Cobresol. Ese año logró su primer título nacional.
Bajo la dirección técnica de Daniel Ahmed, Ortiz consiguió nuevos títulos en el 2014 tras la obtención del Torneo Clausura y del Descentralizado de ese año. Marcos Ortiz cumplió una de sus mejores actuaciones en el partido de ida de la final nacional contra Juan Aurich en Chiclayo, el resultado fue un empate 2-2.
En 2015 descendió con Club Cienciano.
En el 2022 logró clasificar a la Copa Sudamericana 2023 con el Deportivo Binacional.
En el 2024 ficha por FC San Marcos, sin lograr ingresar a los Play off finales por reducción de puntos.

## Selección nacional
Ha sido internacional con la Selección de fútbol del Perú en la categoría sub-20 en el Campeonato Sudamericano de Fútbol Sub-20 de 2013.

## Clubes
| Club                 | País  | Año       | Partidos | Goles |
| -------------------- | ----- | --------- | -------- | ----- |
| Sporting Cristal     | Perú  | 2012-2014 | 35       | 0     |
| Cienciano            | Perú  | 2015      | 32       | 0     |
| Univ. San Martín     | Perú  | 2016      | 30       | 0     |
| Ayacucho F. C.       | Perú  | 2017-2018 | 38       | 1     |
| Sport Boys           | Perú  | 2019-2020 | 11       | 0     |
| Deportivo Coopsol    | Perú  | 2020      | 4        | 0     |
| Deportivo Binacional | Perú  | 2022      | 23       | 0     |
| Alianza Atlético     | Perú  | 2023      | 8        | 0     |
| San Marcos           | Perú  | 2024      |          |       |
| Unión Huaral         | Perú  | 2025 -    |          |       |
| Total                | Total | Total     | 181      | 1     |

Estadísticas actualizadas a la fecha: 4 de julio de 2023.

## Palmarés

### Campeonatos nacionales
| Título                    | Club             | País | Año  |
| ------------------------- | ---------------- | ---- | ---- |
| Primera División del Perú | Sporting Cristal | Perú | 2012 |
| Primera División del Perú | Sporting Cristal | Perú | 2014 |

### Torneos cortos
| Título          | Club             | País | Año  |
| --------------- | ---------------- | ---- | ---- |
| Torneo Clausura | Sporting Cristal | Perú | 2014 |